# Vancouver 2010: The Official Video Game of the Olympic Winter Games
Vancouver 2010: The Official Video Game of the Olympic Winter Games – oficjalna gra Igrzysk Olimpijskich 2010 w Vancouver wyprodukowana przez SEGA i wydana w Polsce przez CD Projekt. Jej światowa premiera odbyła 12 stycznia 2010 roku, natomiast europejska trzy dni później.